# Železov(II) sulfid
Železov(II) sulfid ali fero sulfid je kemična spojina s formulo FeS. Spojina ima pogosto primanjkljaj železa in je zato nestehiometrična. Uprašen železov(II) sulfid je piroforen, se pravi da se na zraku spontano vžge.

## Kemijske lastnosti
Železov(II) sulfid se lahko pridobiva s segrevanjem zmesi železa in žvepla:
Fe + S → FeS
S klorovodikovo kislino reagira, pri čemer se sprošča strupen plin vodikov sulfid, ki ima neprijeten vonj po gnilih jajcih. Reakcijo se v kemijskih laboratorijih uporablja za pridobivanje vodikovega sulfida v Kippovem aparatu.
FeS + 2 HCl → FeCl2 + H2S

## Biologija in biokemija
Če organska snov razpada v okoljih brez kisika ali z nizko vsebnostjo kisika, kakršna so na primer močvirja in mrtve cone jezer in morij, uporabljajo sulfate reducirajoče bakterije za oksidacijo organskih snovi v vodi prisotne sulfate, pri čemer kot stranski produkt nastaja vodikov sulfid. Nekaj vodikovega sulfida reagira s kovinskimi ioni v vodi in tvori v vodi netopne kovinske sulfide. Kovinski sulfidi, tudi železov(II) sulfid, so pogosto črne ali rjave barve in temno obarvajo mulj.
Odpadni produkt baterij iz reda  Desulfovibrionales je mineral pirotit s formulo Fe(1-x)S, v kateri je x = 0-0,17.
Če se jajca kuhajo dolgo časa, lahko površina rumenjaka pozeleni. Barvo daje železov(II) sulfid, ki nastane v reakciji železa na površini rumenjaka z vodikovim sulfidom, ki se med segrevanjem sprošča iz beljaka. Reakcija poteka mnogo hitreje v starih jajcih, v katerih je beljak bolj alkalen.
Nastanek fero sulfida, ki se pojavi kot črna oborina na peptonskem železovem agarju, se lahko uporabi za razločevanje mikroorganizmov, ki proizvajajo cistein presnavljajoči encim cistein desulfhidrazo, in tistimi, ki ga ne proizvajajo. Peptonski železov agar vsebuje amino kislino cistein in kemijski indikator feri amonijev citrat. Med razpadanjem cisteina se sprošča vodikov sulfid, ki reagira s citratom in proizvaja fero sulfid.